# Raymond Sontag
Raymond James Sontag (*  2. Oktober 1897 in Chicago; † 27. Oktober 1972) war ein US-amerikanischer Historiker.
Sontag studierte an der University of Illinois at Urbana-Champaign mit dem Bachelor-Abschluss (B.S.) 1920 und dem Magister Artium 1921 und wurde 1924 an der University of Pennsylvania promoviert. Er war von 1924 an siebzehn Jahre lang Professor für Geschichte an der Princeton University (Henry Charles Lea Professor), wo er auch Vorsitzender der Geschichtsfakultät war, bevor er 1941 Sidney Hellman Ehrman Professor für europäische Geschichte an der University of California, Berkeley, wurde.
Er befasste sich hauptsächlich mit Diplomatiegeschichte im 19. und 20. Jahrhundert. Zu seinen Hauptwerken gehört eine Studie über die deutsch-englischen Beziehungen in der zweiten Hälfte des 19. Jahrhunderts.
1946 bis 1949 war er von amerikanischer Seite der Herausgeber der von den Alliierten beschlagnahmten Dokumente des deutschen Außenministeriums, die als Documents on German Policy 1918-1945 herausgegeben wurden (auf englischer Seite von John Wheeler-Bennett), einschließlich eines Dokumentationsbandes Nazi-Soviet Relations 1939-1941 (mit James Stuart Beddie). 1951 bis 1953 war er im Beratungsgremium (Board of National Estimates) der CIA und war auch danach Berater der CIA.
Er war zweifacher Ehrendoktor (University of California, Marquette, und University of Notre Dame), Mitglied der American Philosophical Society und Präsident der Pazifik-Abteilung der American Historical Association und Präsident der American Catholic Historical Association.
Er war aktiv in der katholischen Kirche und dafür 1962 vom Papst zum Ritter geschlagen worden.
Zu seinen Studenten gehörten der US-Diplomat George F. Kennan und der Historiker Gordon A. Craig.

## Schriften
- mit Dana Carleton Munro: The Middle Ages 395-1500, New York, London: The Century 1921, Archive
- European Diplomatic History, 1871–1932, New York: Appleton-Century-Crofts 1933, Archive
- Germany and England: Background of Conflict, 1848–1894, New York: Appleton-Century 1938
- A Broken World, 1919–1939, Harper Collins 1971 (in der Reihe The Rise of Modern Europe)